# Luke Fitzgerald
Luke Matthew Fitzgerald (* 13. September 1987 in Dublin) ist ein irischer Rugby-Union-Spieler, der für die irische Nationalmannschaft und die Provinz Leinster spielt. Er wird auf den Positionen Innendreiviertel, Außendreiviertel und Schlussmann eingesetzt.
Fitzgerald spielte erstmals im September 2006 für Leinster. Im selben Jahr gab er auch sein Nationalmannschaftsdebüt gegen die Pacific Islanders. Im Juni 2007 folgte ein weiterer Einsatz gegen Argentinien, er verpasste jedoch die Nominierung für den Kader zur Weltmeisterschaft 2007. Bei den Novemberländerspielen 2008 eroberte er sich einen Stammplatz in der Nationalmannschaft und kam in allen Spielen beim Grand-Slam-Gewinn bei den Six Nations 2009 zum Einsatz. Am 21. April 2009 wurde er von Ian McGeechan für die Südafrika-Tour der British and Irish Lions nominiert. Mit Leinster gewann er 2009 den Heineken Cup.
Fitzgeralds Vater Desmond war ebenfalls Nationalspieler und spielte unter anderem bei den Weltmeisterschaften 1987 und 1991.